# 遠距醫療
遠距醫療（英語：或）是一種正在發展中的醫療技術，結合電腦、通訊技術、與醫療專業技術，讓醫師可以與病人遠距離互動，達到診療及照護的目的。多用於克服距離障礙及改善偏遠地區的醫療照護，也可提供醫師及護理人員教學訓練機會。
遠距醫療是20世紀電信及資訊科技發達下的產物，這些科技提供病患及醫療人員方便及準確的溝通管道，例如可在兩地之間傳輸健康資訊、藥物及醫療影像。早期是用電話和無線電所達成的遠距醫療，現在是用視訊電話所輔助，進階的診斷方法利用主從式架構來支持，並且使用電子醫療設備來支援居家照護。

## 類型

### 緊急救護
巴黎市的公共緊急救護SAMU de Paris，把檢傷分類設在在救護中心（俗稱119）內，由輪值醫師直接和個案溝通，大約只有一成的來電需要救護車出勤救命，其他九成都屬非危害生命狀況，如果個案希望有醫師診察，SAMU轉介給民間的SOS Médecins前往病人家中醫療。
近日研究顯示在緊急救護中使用遠距醫療有三個主要障礙，包含：
- 管理上的挑戰，例如在多個省取得合法執照，防範弊端。
- 財務上的障礙，例如需要政府的資金支持，保險公司一起配合，而非將財務風險交給醫療機構。
- 文化上的挑戰，需讓醫師及護理人員有意願去使用遠距醫療的應用。[2]

### 遠距護理
遠距護理是指護理人員利用其專業知識與評估技能，透過電信通訊科技的方式並使用護理過程來收集個別病患之資料、傳遞健康照護資訊、與病人建立信任感及提供以病人為中心之整體性護理照護服務。
遠距護理的使用率在許多國家有顯著的成長，這可歸因於許多因素：減少健康照護的花費是當務之急，高齡化世代來臨及群體中慢性病患者日益趨多，將醫療照護的涵蓋範圍擴張到遙遠的偏鄉、離島地區。除此之外，遠距護理也可改善護理人員短缺的窘境，並省下偏遠地區病患到醫院的交通時間，使用遠距護理後，護理人員的工作滿意度有顯著的上升。

### 遠距藥事照護
遠距藥事照護是指藥師應用藥學專業知識並透過通訊電信設備向病患及家屬提供直接的、負責任的、與藥物使用相關的服務，讓病患不須與藥師直接面對面溝通。這是遠距醫療拓展較廣、在藥事服務上的應用。遠距藥事照護包含了藥物治療的監測、病患諮詢服務、處方藥的核准及透過視訊會議設備的輔助來監測病患對於藥物的使用。透過自動化包裝與標籤系統來遠距配送藥物也包含在遠距藥事照護的領域，這樣的服務可以讓藥物被送到零售藥局、醫院、照護中心及醫療機構。
遠距藥事照護也可以被用來指使用視訊會議設備來從事藥事的其他目的，像是提供藥事教育訓練，或對偏遠地區的藥師及藥事人員提供管理服務。

### 遠距精神科治療
遠距精神科治療是遠距醫療的另一個方面，它還利用視頻會議為居住在服務不足地區的患者提供精神病服務。它為患者和提供者提供廣泛的服務，例如精神科醫生之間的諮詢，臨床教育計劃，診斷和評估，藥物治療管理以及例行的後續會議。大多數遠程精神病學是實時（同步）進行的，儘管近年來，加州大學戴維斯分校的研究已經開發並驗證了異步遠程精神病學的過程。Hilty等人最近對文獻的評論。在2013年，由 Yellowlees 等人撰寫。於2015年證實遠程精神病學在診斷評估方面與面對面的精神科諮詢一樣有效，至少在治療抑鬱症和創傷後應激障礙等疾病方面同樣出色，並且在某些人群中可能優於面對面的治療。患者，尤其是兒童，退伍軍人和患有廣場恐懼症的人。

## 優缺點
遠距醫療對居住在離島或偏遠地區的病患是有利的，他們可以得到醫師與醫療人員的照護而不須長途跋涉到醫院看診。近來行動裝置科技的快速發展使得在不同地區的健康照護者能夠彼此分享資訊及討論病情，使用行動裝置來遠端監測病患的生理狀態能夠降低病患到門診的頻率、遠距驗證處方箋，顯著降低醫療照護的成本。遠距照護對行動不便的病患，例如患有帕金森氏症的病患，更是有益的。除此之外，利用遠距醫療系統，在偏遠地區的小型醫院的醫護人員也可即時且互動式的得到大型醫學中心專家的專業諮詢及建議。
遠距醫療也能夠減少病患與醫護人員間的傳染疾病風險，例如多重抗藥金黃色葡萄球菌（MRSA）是醫療照護相關感染的重要細菌之一，遠距醫療可以避免感染發生。另外，遠距醫療對某些在醫療院所會感到不舒服的病患來說也是有利的，例如白大衣高血壓的病患就可以因此減少去醫院診所的次數。
遠距醫療的不利之處在於通訊技術及資料管理設備的成本，對於醫護人員的技術訓練也是一筆花費。使用遠距醫療裝置潛在的減少了病患與醫療專業人員的實體互動，這會增加醫療服務錯誤的風險，病患資料的儲存與傳遞也會增加醫療資訊外洩的風險。
遠距醫療的另一缺點就是無法立即進行治療，例如，在診所，遭受細菌感染的病患會立刻接受皮下注射抗細菌藥的治療，並觀察注射後反應。

## 應用

### 居家/社區式遠距照護的服務
整合居家/社區服務體系、醫療服務體系與長期照護服務體系，提供連續且涵蓋性的照顧。服務內容包括遠距生理量測、會員健康管理、視訊諮詢服務、遠距衛教服務、藥事安全服務以及生活資源轉介等服務。其主要服務對象包括：獨居長者及失智症病患；高血壓、糖尿病病人；行動不便、日常生活需他人協助者。

### 機構式遠距照護
以醫院為醫療服務的提供中心，連結護理之家作為遠距健康照護服務的整合服務模式。其主要服務對象為試辦護理之家的住民與家屬，以及護理之家的專業人員。

## 世界各地

### 香港
2019年新冠病毒大流行後,  香港醫院管理局利用手機程式「HA Go」 為公立醫院病人提供視像診症服務。

## 外部連結
- 遠距醫療是什麼？台灣遠距醫療現況、法規、政策全整理-未來城市@天下 （页面存档备份，存于）
- 遠距醫療國外怎麼做？一表看懂美、英、德的遠距醫療法規-未來城市@天下 （页面存档备份，存于）
- 遠距醫療的奇跡
- 政府重視偏鄉民眾醫療服務品質，衛福部臺東醫院成功分院遠距醫療門診啟用 （页面存档备份，存于）